# Alison Shanks
Alison Shanks (Dunedin, 13 de desembre de 1982) és una ciclista neozelandesa, que ha combinat el ciclisme en pista amb la ruta. Del seu palmarès destaquen dues medalla d'or als Campionat del món de Persecució.

## Palmarès en pista
- 2007
  - Campiona d'Oceania en Persecució
- 2009
  -  Campiona del món de Persecució
  - Campiona d'Oceania en Persecució
- 2010
  - Medalla d'or als Jocs de la Commonwealth en Persecució
- 2011
  - Campiona d'Oceania en Persecució
  - Campiona d'Oceania en Persecució per equips amb Lauren Ellis i Jaime Nielsen
- 2012
  -  Campiona del món de Persecució

### Resultats a laCopa del Món
- 2008-2009
  - 1a a Pequín, en Persecució
  - 1a a Pequín, en Persecució per equips
- 2009-2010
  - 1a a Pequín, en Persecució
  - 1a a Melbourne, en Persecució per equips
- 2010-2011
  - 1a a la Classificació general i a la prova de Cali, en Persecució
  - 1a a Cali, en Persecució per equips
- 2011-2012
  - 1a a la Classificació general i a la prova de Cali, en Persecució

## Palmarès en ruta
- 2006
  -  Campiona de Nova Zelanda en contrarellotge
- 2007
  -  Campiona de Nova Zelanda en ruta
  -  Campiona de Nova Zelanda en contrarellotge
- 2010
  - Vencedora d'una etapa a la Fitchburg Longsjo Classic